# 丸山遊女

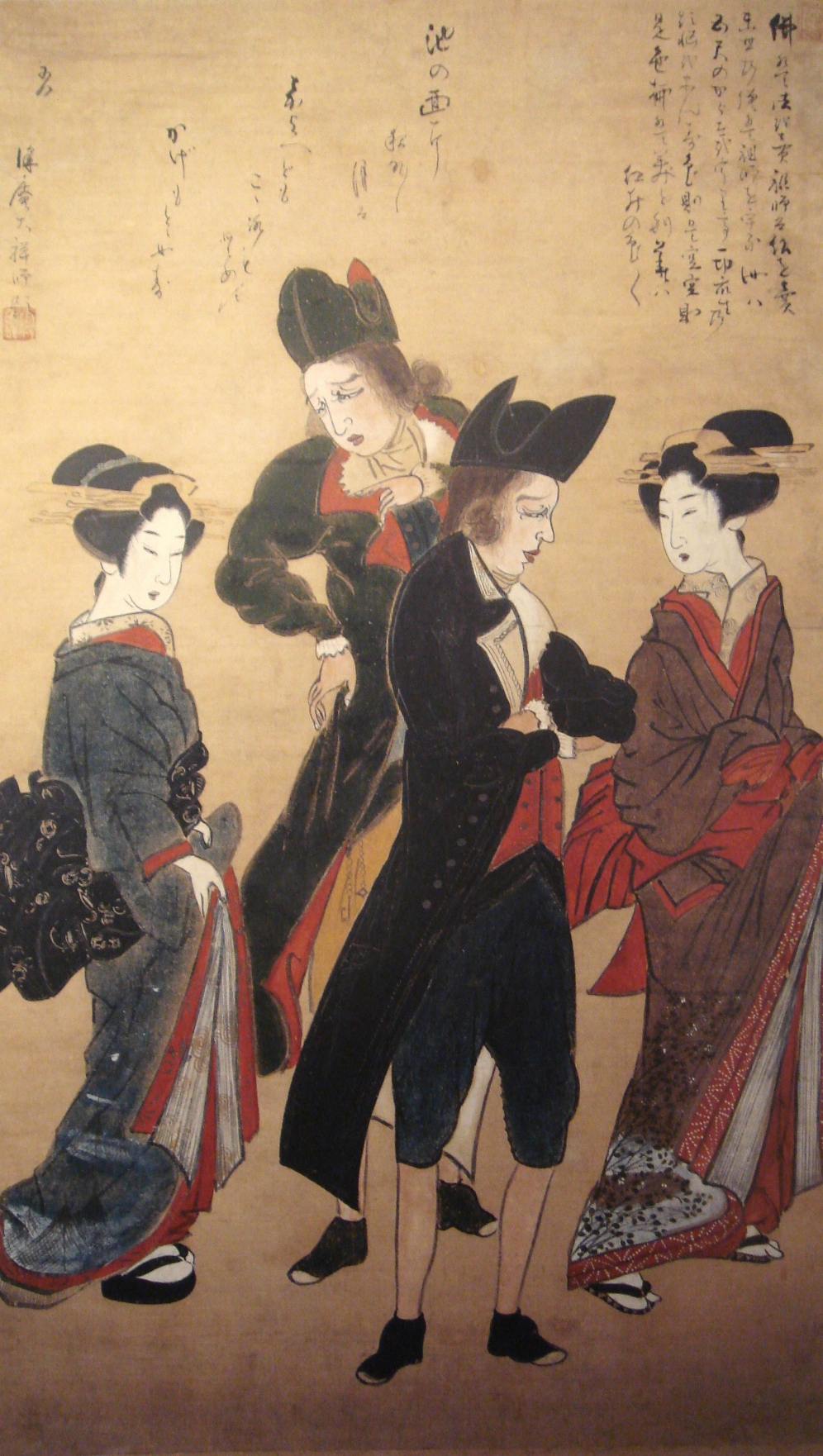
丸山遊女とオランダ人

丸山遊女（まるやまゆうじょ）とは、近世に長崎の丸山町と寄合町に存在した遊廓（以下、丸山と記す）に所属した遊女のこと。歴史的には長崎市中で太夫衆（たよし）、唐人はアニヤン（中国語: 阿娘）やビャウツウ（中国語: 嫖子）、オランダ人はタユー（オランダ語: tajoz、「太夫」の借用語）と呼んだ。
丸山は江戸幕府に公認された遊廓のひとつで、交易に訪れた異国人（1630年代までポルトガル人。のちにオランダ人・唐人。幕末にはロシア人なども加わる）が主たる客であったことでも知られる。そこで働く丸山遊女は、いわゆる「鎖国」体制下で例外的に異国人と会うことが許されたほか、遊郭の外での売春や自由な外出が許されたこと、遊女屋から名義を借りて異国人の愛人となる名付遊女、密貿易の片棒を担いで捕らわれる者がいたことなど、他の遊郭の遊女とは異なる特色をもっていた。そして経済を貿易に依存していた長崎にとって欠かせない存在でもあった。
丸山遊女について、『袖海編』を著した汪鵬は「賢く言葉も巧みで化粧も上手で衣装も美しい」と評し、『日本誌』を著したエンゲルベルト・ケンペルは「京の遊女に次いで美しく、芸事のほか相当の教養も積んでいるので年季が明けると一般社会でも一人前として扱われる」と記した。また丸山遊女がもつエキゾチックな雰囲気や異国人との交わりなどは日本人にも好奇の対象とされ、春画などで好まれる題材となった。
名が知られる人物に、フィリップ・フランツ・フォン・シーボルトとの間に楠本イネをもうけた其扇（楠本たき）や、ヤン・コック・ブロンホフからラクダを贈られた糸萩、諏訪神社に舞を奉納した音羽と高尾（長崎くんちの始まり）などがいる。

## 丸山の沿革と丸山遊女

### 鎖国令と日本人妻
17世紀初めの長崎は異国人が自由に街を歩くだけではなく、日本人女性との交際も自由で、住宅や家族を持つ者もいた。1630年代に至るとキリスト教禁止の徹底や貿易を幕府の管理下に置くことを目的として、海外との交流を制限するいわゆる「鎖国令」が段階的に発せられるようになった。1636年（寛永13年）6月には、南蛮人（ポルトガル人・スペイン人）が長崎で持った日本人妻とその子、および養父母に国外追放が命じられ、同年8月にはポルトガル船の来航が禁止された。さらに島原の乱の後の1639年（寛永16年）3月には長崎に居住する唐人とオランダ人に対し、帰国するか留まって日本人になるかの選択を迫り、同年5月には帰国する者の日本人妻とその子にも国外追放が命じられ、併せて異国人と日本人女性の一切の接触が禁止された。1641年にオランダ商館が出島に移され、続いて1645年に唐船の来航が長崎に限られると、市中で自由な行動ができない異国人を慰撫し治安を維持する必要に迫られた。

### 近世遊廓と丸山の成立

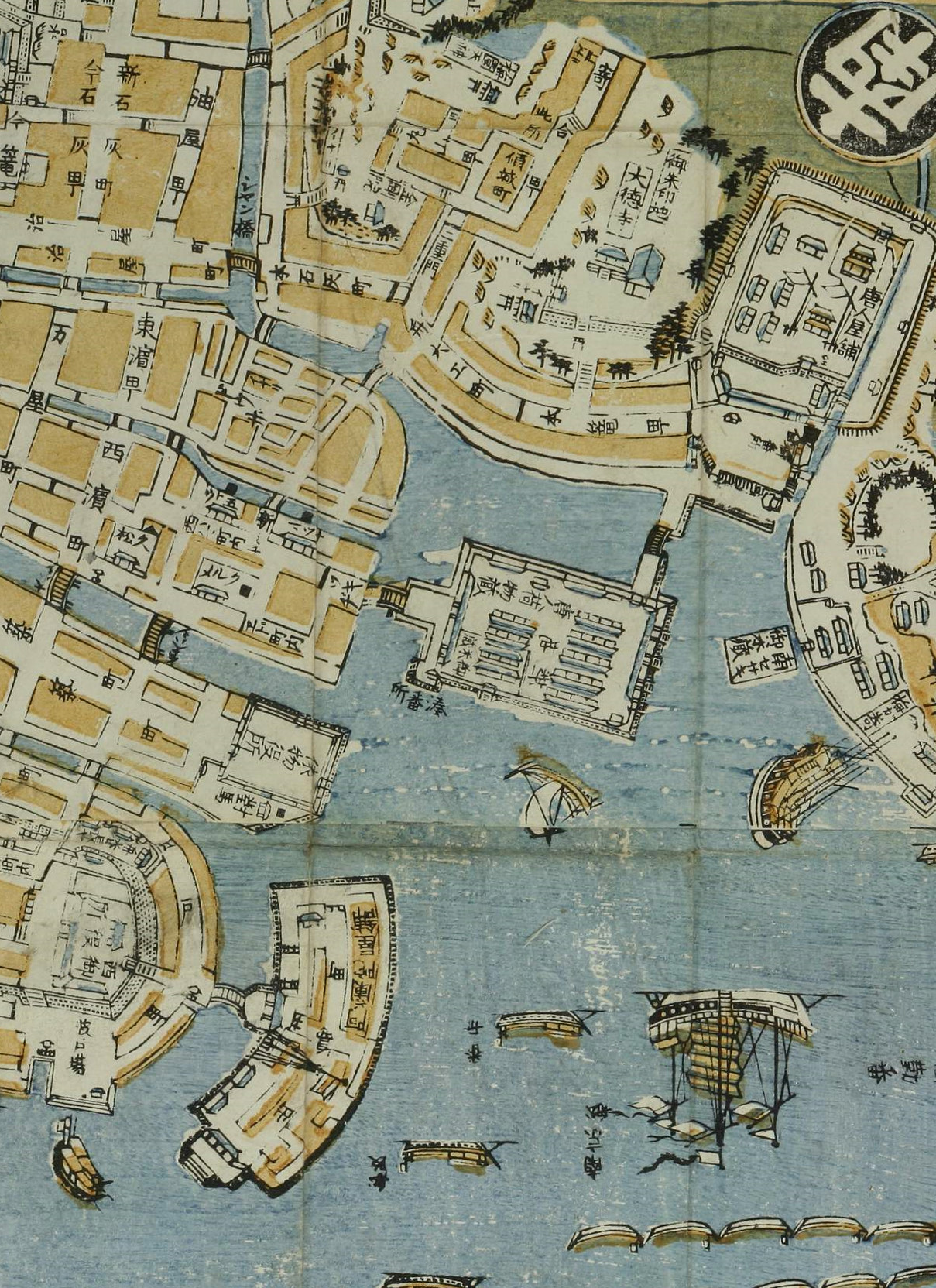
『肥前長嵜図』（文錦堂刊・1821年/文政4年）より唐人屋敷・出島・丸山。

日本の中世までの遊女は白拍子のように遊行する芸能者としての側面をもっていた。しかし江戸幕府は芸能者の売春を禁止し、そのいっぽうで廓（くるわ）と呼ばれる塀などで囲まれた隔離された場所での売春営業を公認した。これは治安維持や統制上の理由のほか、冥加金の徴収が容易であったことが理由と考えられている。
長崎の遊廓は、最初から異国人相手の慰撫を引き受けるために誕生したとする説があるが、松井洋子は1734年（享保19年）に記された『丸山町・寄合町両町由緒』を根拠に従来の説に異議を唱えている。それによれば長崎に遊女屋が出来たのは出島が作られるよりも早い慶長期である。経営者たちは諸国から長崎への移住者で、外国貿易に来る日本人商人を当て込んで売春営業を始めた。彼らは他所者であったため当時の長崎では珍しくキリシタンではなく、それゆえ奉行所のキリシタン弾圧に協力し、やがて権力と結びついて遊女屋の営業を公認された。さらに鎖国令と合わせて長崎に出島が作られると、異国人相手の売春も許されるようになったとしている。
遊女屋が作られた当初の位置は諸説あるが、博多町（現古町）・新紙屋町（現八幡町）・新高麗町（現伊勢町）・大井手町・今石灰町など市中に点在していた遊女屋が、大火などをきっかけに1641年（寛永18年）ごろに丸山町と寄合町に移転を命じられ遊廓を形成したと考えられる。当時の地誌などによると周囲は崖と塀に囲まれた廓を形成していたが、他の遊郭のように遊女の逃亡を防ぐという目的よりも防犯上の意味が強いものであった（#町売と外出）。隣接する船大工町と両町の出入り口には二重門が設けられ、裏手にはあかずの門があった。あかずの門を抜けた先は代官所の直轄地である小島郷で遊廓ではなかったが、実際には茶屋と呼ばれる遊女屋主人の別荘が作られ、丸山で遊ぶことのできない奉行所の侍や異国人を接待していた。丸山の賑わいは長崎貿易の盛衰の影響を受けた。最盛期の元禄期には1400人以上の遊女が居たが、そこからは緩やかに減少する傾向にあり、18世紀から19世紀にかけての丸山は、平均すると遊女屋が20軒から30軒で、遊女が400人、禿は100人から200人ほどであった。

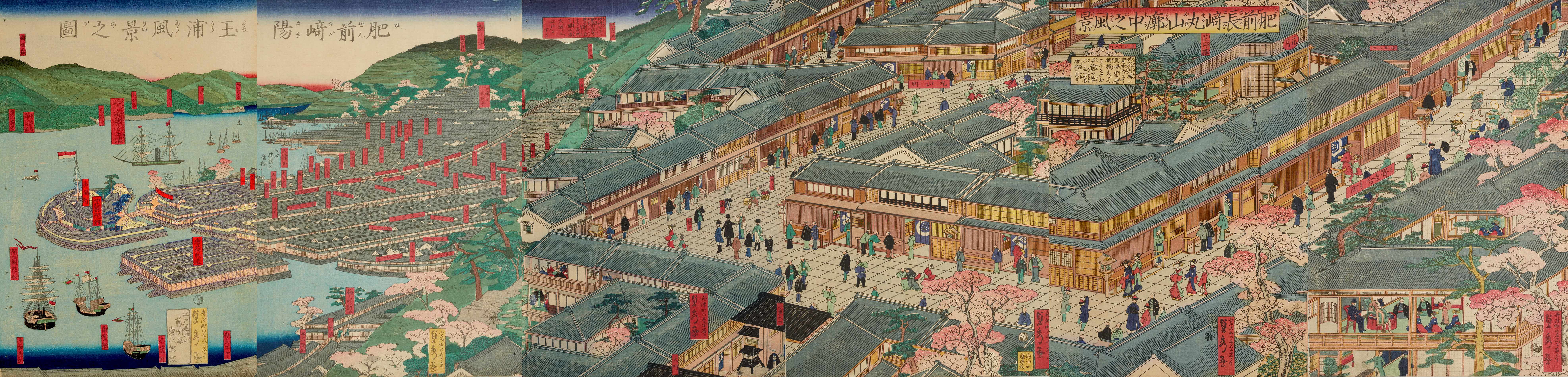
歌川貞秀（1862年・文久2年）『肥前長崎丸山廓中之風景・肥前崎陽玉浦風景之図』。藤岡屋慶次郎版。

### 丸山の終焉
享保期になると、丸山に大坂からの旅芸子が下ってくるようになり、元禄期に丸山に揚屋が現れる。芸子はお座敷で三味線などの芸事を披露することを建前としていたが裏では売春を行い、また100日と定められていた滞在期間も徐々に長くなり人数も30人を超えるようになった。大坂に売上を取られて窮した遊女屋は、旅芸子に対抗して地下芸子（じげげいこ）と呼ばれる地元の芸子を育て、文化14年（1817年）に幕府と掛け合ってお座敷から旅芸子を排除した。しかし地下芸子も売春をおこなったため、丸山遊女の衰退を招いた。これは気軽にお座敷遊びをしたい客が増えたことや、25歳ごろに年季が明ける丸山遊女に対し、地下芸子はもう少し長く働けるため娘を地下芸子にする親が増えていったためである。
安政の開国以降、オランダ人は出島の外も自由に歩けるようになり、丸山に登楼するようになる。またアメリカやフランスなど他の欧米人も丸山で遊興をするようになる。なかでもロシア人が数多く来航するようになるが、乱暴狼藉をはたらくため丸山遊女はその相手をすることを嫌がった。そこでロシア人相手でも売春できる女性を集めて相手をさせることになったが、長崎での異国人相手の営業は丸山の特権であったため、その女性を丸山の名付遊女にして幕府の公許のもと稲佐で営業するようになった。この場所をマタロス休息所または稲佐遊廓、ここで働く遊女を稲佐行と呼んだ。
1872年（明治5年）に芸娼妓解放令が発せられると、丸山の遊女屋は貸座敷へと変わった。丸山遊女は娼妓へと名前を変え、売春は表面的にはなくなったものの娼妓個人の自由営業という形で存続した。同時に異国人相手の商売は丸山の専売ではなくなるとともに、町売が禁止された。これにより異国人の妾であった名付遊女は、洋妾と呼ばれるようになった。丸山での売春は1957年（昭和32年）まで継続した。

## 丸山遊女の特色
丸山は異国人だけではなく日本人も利用する遊廓であった。特に貨物市法の制定により交易が完了するまで店主自らが長崎に滞在する決まりになると、上方の商人が利用するようになった。日本人の遊興は遊女屋（丸山では揚屋を兼ねる）に登って遊女を揚げるという、他の遊郭と変わらないものであった。また丸山遊女も、幼くして親に身代銀と引き換えに身売りされて遊女奉公を強いられるなど、基本的な処遇は他の遊郭と変わらない。そのいっぽうで主客であった異国人相手の商売は、丸山と丸山遊女に他の遊郭に見られない様々な特色をもたらした。

### 貿易都市長崎の経済構造と丸山遊女
丸山遊女の特色のひとつが、地域社会の構成員として受け入れられていたことである。長崎学の研究者赤瀬浩はその要因に長崎の経済構造を挙げる。長崎は貿易都市であったが実際に取引を行うのは異国と京大阪の商人であり、日本からの輸出品も長崎産ではなかった。そのため地元住民が貿易から得られる収入は貿易場所の提供や事務手続きなどの手数料のみであった。そして生産力の乏しい地域であった長崎住人が、国内外の貿易商から地元にお金を落とさせるために必要とされたのが丸山であり、そのための「商品」が丸山遊女であった。
丸山遊女が異国人から金品を稼ぐことは、貿易の利益として海外に流出するはずだった資金を国内に還元させることを意味し、幕府や長崎住民に歓迎された。このような役割を果たした丸山遊女は長崎住民にとって忌避する存在ではなく、親しみや憧れの感情を伴った一市民として受けいれられる存在であった。いっぽうで市中の経済が、異国人が丸山遊女に費やす金品に依存する構造になり、結果として多くの女性が丸山に送られることを招いた。
赤瀬は、そうした経済的な理由があったために丸山遊女は長崎出身者でなくてはならなかったと指摘している。実際に丸山遊女の出身は地元の貧困層であることが多く、この点も他の遊郭と異なる特徴である。長崎の人口は異国船の入港が多くなると周辺の長崎村・浦上村・茂木村などから移住してきて、仕事が少なくなると周辺郷村に戻っていった。その一部は都市生活に適応して定住したが、こうした人々が借家層（竈）を形成した。この借家層が丸山遊女の主な供給源となった。
丸山遊女に対する偏見や蔑視もすくなく、しっかりと修行して教養をもつ丸山遊女は借家層の男性にとっては憧れであった。丸山遊女は好まない仕事を断ることも可能で、長崎奉行所をはじめ地域を挙げて彼女を保護した。また25歳程度になって年季が明けた丸山遊女は実家に帰り、結婚して子供を産むこともごく当たり前であった。この境遇は他の遊郭の遊女とはもちろん、同じ丸山でも遊女屋の経営者が賤業として蔑まれて縁組など様々な面で差別を受けていたのと対照的であると指摘されている。

### 異国人相手の営業
前述のように1639年以降は異国人と日本人女性との接触が禁じられたが、その唯一の例外であったのが丸山遊女である。出島の表門には「傾城之他女人入事」を禁じる高札が建てられた。唐人は江戸初期には市中の商人の家を宿としていたため女性との接触を完全に防ぐのは困難で、強姦などの事件も起きたため「町家の女に対し無作法のこと」を禁じる命が幾たびも出された。1684年に清で展海令が発せられると多くの唐人が来崎するようになる。同年には人口約5万人の長崎に唐人が延べ1万人が来航したが、かれらの目的は貿易だけでなく遊興であった者も少なくなかった。以降、丸山遊女の主客は唐人であった。1685年には密貿易の防止を目的として彼らを隔離するための唐人屋敷がつくられた。これによりオランダ人と同様に、唐人も丸山遊女しか会うことができなくなった。
異国人と会う丸山遊女らは、通詞などの役職と同様に毎年起請文に血判することが義務付けられた。起請文には、異国人から頼み事や手紙・金品の取次をしないこと、金銀や品物を貰っても隠して持ち出さないこと、出島や唐人屋敷に出向くときに禁制品を持ち込まないこと、異国人に日本のことを尋ねられても答えないこと、異国人から頼まれごとをされたら通報すること、出島や唐人屋敷に出向く途中で道を変えたり寄り道しないこと、などの内容が記され、町乙名に提出された。
他の遊郭と同様に丸山遊女にも「太夫」「みせ」「並」の3等級があったが、これとは別に日本行・唐人行・阿蘭陀行の3区分があったとされる。延宝版『長崎土産』には、そのなかでも日本行の太夫が最も格上であったと記されているが、この評価には疑問が呈されている。たとえば松井洋子は、丸山遊女の労働実態を検討して区分自体が存在しなかったとしている。また赤瀬は、遊女を介してオランダ人・唐人の間で相互連絡が出来ないようにするために唐人行と阿蘭陀行の区別は明確であったとしつつ、異国船が来航しないときには唐人行・阿蘭陀行も日本人を相手にしていたとしたうえで、日本行を格上とするのは日本人男性の願望であったとしている。
揚代の決定権は奉行所にあり、オランダ人と唐人で異なった。異国人相手の揚代は割増しが認められていた時期もあったが、1754年（宝暦4年）以降にはオランダ人は太夫15匁とみせ7匁5分、唐人は太夫6匁とみせ3匁7分である。このころにはオランダ人と日本人の間に価格差はない。いっぽうで唐人の揚代は低く設定されているが、その理由は異国人相手の営業が幕府の貿易政策の一端を担っていたことや、遊女が出向く営業方法であったため場所代や飲食代が含まれないためである。
揚代の支払い方法も独特である。オランダ人の場合は利用した全員分の揚代が1年分まとめて清算される。この揚代は「遣い捨て」と呼ばれ、長崎滞在中の日用品やサービスに対する代銀に含まれた。この費用はオランダ側が丸山遊女や遊女屋に支払うわけではなく、オランダ人の脇荷物（個人で持ち込んだ商品）の販売額から差し引かれるかたちで長崎会所で清算され、長崎会所から遊女屋に支払われた。また唐人の場合は銀や銭で支払われた時期と、唐人屋敷だけで通用する銀札で支払われた時期がある。後者の場合は1か月分の銀札をまとめて、長崎会所で引き替えられた。どちらの場合も揚代の支払いに役人が関わっていることが特徴である。
このほか、気に入った遊女には揚代以外にも個人的な贈物をすることもあった。遊女への贈物は砂糖・石鹸・反物・鼈甲製品などである。大量の贈物は「大貰い」と呼ばれ貿易品として扱われた。たとえば貰い砂糖は長崎会所を通じて販売され、その売り上げから手数料などを引いた額が町役人を通して支払われる仕組みであった。その売上は非常に多く、丸山遊女にとってはもっとも魅力的な収入であった。たとえば天明4年（1784年）に唐人から白砂糖1000斤（約600キログラム）を貰った立花は、その売り上げから手数料や謝礼などを差し引いた2貫287匁あまり（2021年現在に換算して約470万円。以下、円への換算は全て同じ。）を受け取っている。この金額は遊女の身代銀を優に超え、町乙名の年俸に匹敵する。貰物についてはこの遊女だけが特別だったのではなく、上客の馴染みになったエース級の丸山遊女はこれと同等かそれ以上の貰物を得ていた。「小貰い」は異国人が身の回りの品を贈るというのが建前であるが、実際には換金性の高いものが用意されて贈られた。その多くは反物・小間物類であるが、これらは舶来品に限らなかった。小貰いを贈られた際には届け出が必要であったがそのまま受け取ることができ、手続きを経れば転売することもできたため非公式な交易ルートになった。

### 名付遊女・仕切遊女と年季中揚代金前渡
制度上、丸山遊女だけが異国人と会うことが許される女性であったゆえに、このことを目的として丸山遊女になる女性も現れた。それが名付遊女と仕切遊女である。一般の丸山遊女は抱え遊女と呼ばれ、遊女奉公という名目で身売りされて遊女屋に対して借金を負い、禿と呼ばれる見習い期間（ただ働き期間）を経て遊女となった。しかし名付遊女はそうした遊女奉公せず、遊女屋に名義料を支払うことで一時的に在籍した非公認の遊女である。その中でも特定の異国人の愛人になる遊女を仕切遊女と呼んだ。また異国人との間に子を設けたなど特別な理由で、年季が明けても異国人と会うために遊女であり続ける女性もいた。これも名付遊女の一種だが、とくに年明遊女ともいった。
顧客となる異国人に対し市中の町娘を仕切遊女として紹介したのは、異国人のニーズを把握した仲介者であったと考えられる。仕切遊女は仲介者を介して遊女屋に名義料を支払うが、その金額は10両から30両であった。遊女奉公の身代銀が7両から43両であったのに比べると、決して安くはない。この他に衣装代などの諸費用のほか自費で禿を雇う必要もあった。
名付遊女・仕切遊女のほとんどは売春目的であるが、なかには出島や唐人屋敷内で乳母や使用人を勤めるために名付遊女となる女性もいた。名付遊女の主な収入は贈物の転売で、遊女屋に手数料を取られることもなく相当な実入りがあった。こうした遊女は隠売女として取り締まりの対象となった。1751年（寛延4年）には1度の摘発で唐人屋敷内から120人の名付遊女が捕まっている。ただし幕末にロシア人相手の名付遊女は公認されている。
また幕末には年季中の揚代金を前渡する異国人が少なくなかった。これを年季中揚代金前渡といい、年季明け（概ね25歳）までの期間の揚代を遊女屋に前渡しして馴染みの遊女を買い切ってしまう慣習で、いわゆる身請けに近い。しかし異なる点は、身請けが行われると女性は遊女ではなくなってしまうが、年季中揚代金前渡はその後も遊女であり続ける点である。これは遊女しか異国人に会えないためで、遊女屋に籍を置きつつ関係を続けるためにこのような慣習があった。この慣習は開国後に洋妾へと移り変わっていく。

### 町売と外出
また丸山では他の遊郭では認められていなかった遊廓外での売春（町売）が許されていた。これは丸山での主たる顧客であった異国人への売春営業は、出島や唐人の宿・唐人屋敷に出向く形で行われたためである。特に上級職員に対しては馴染みの遊女が居続けする営業形態であった。
丸山遊女が出島や唐人屋敷に出入りする際には、厳重な身体検査が行われた。これは抜荷とよばれる密貿易への対策であった。身体検査は丸山を出る際と出島・唐人屋敷に入る際の2回行われ、探番とよばれる役人によって行われた。検査は箱や包物などの手荷物はもちろん、髪飾りや履物から帯や裾の中などの衣装まで細かく行われるため、遊女は面倒なチェックを避けるため簡素な衣装で出歩いた。前述したように、揚代とは別に遊女に与えられた贈物も全て届け出て、正式なルートで受け取ることになっていた。
また丸山遊女の外出は営業だけに留まらず、例祭などへの参詣や墓参り・法事・親の病気見舞いなど日常的に行われた。このような外出は、1708年（宝永5年）に一旦禁止されたものの2年後には撤回され、1843年（天保14年）に再度禁止された。自由な外出が許された丸山遊女を遊女屋が完全に管理することは難しく、これに起因したトラブルが絶えなかったことも特色のひとつである。

### 異国人との子供

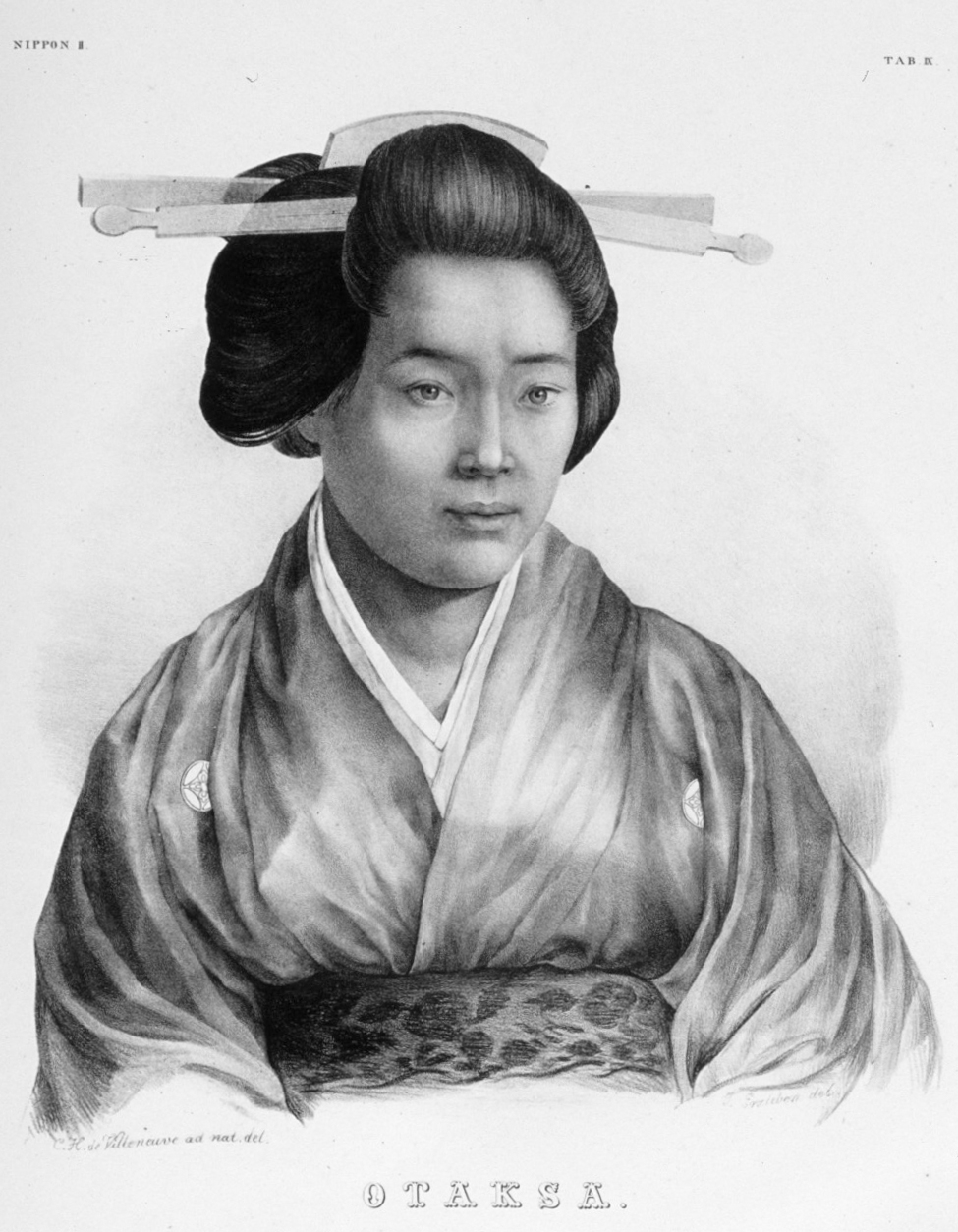
其扇（楠本たき）

正徳5年（1715年）の触書によると、長崎奉行は遊女と異国人の間に子をなすことを禁止することなく、その実態を把握するため隠さず届け出ることを命じていた。それによれば、異国人の子は、父親の在留中はその手元で養育することが認められたが、帰国後に出産した場合は遊女屋で養育するよう命じられていた。また子供を父親の本国に連れ帰ることは禁止されていた。この方針は安政の開国後の慶応2年（1866年）まで継続した。
1738年（元文3年）に唐人の子供を調査した際の史料によると、20年間に13人の子供が生まれている。ただし松井洋子は、この史料にある届けられた子供は父親にいわゆる認知された子供であったと推測し、父親が不明あるいは認知してもらえなかった子も含めるともっと多かったとしている。また赤瀬も唐人の子は、日本人と見た目で区別がつかないので、申告することは少なかったとしている。また古賀十二郎は、特にオランダ人との子を妊娠した場合は堕胎されることも少なかったとしている。
具体的な記録としては、たとえば正徳4年（1714年）に来航した唐船主黄哲卿は、遊女八重雲との間に男児を設けた。黄氏は63歳にして初めての男児に恵まれたため非常に喜び、長崎に渡航した際には妻子を唐人屋敷に呼び寄せて片時も離れることがなかった。しかし信牌は毎年給与されるわけではなく、黄氏と妻子が会えるのは2年ないし3年に1度であった。晩年の黄氏は愛児が一生困らぬように便宜を図りたいと願い出て、その親心に感じ入った長崎奉行は特別に毎年の来航を許可した。黄氏は享保10年（1725年）まで来航した記録が残されている。
またオランダ商館長ヘンドリック・ドゥーフの息子である道富丈吉は、父親の功績や有力者との親交などにより様々な便宜を図られている。またフィリップ・フランツ・フォン・シーボルトは馴染みの遊女であった其扇と子楠本イネのために、其扇の叔父に銀10貫目、商館員に銀5貫目を託して運用してもらい、帰国後も毎月銀150匁（約30万円）が受け取られるようにしていた。

### 実家との縁
丸山遊女の特色として、実家との縁が切れていないことも挙げられる。他の遊郭の遊女は身売りする際に「一生不通養子」の形で親子の縁を切り、どんな奉公にだされても実家は関知しないという証文を出すのが一般的であった。しかし丸山遊女は実家との縁がきれず、むしろ親は娘の稼ぎを当てにしていた。修験者として全国を旅した野田成亮の『日本九峰修行日記』（1812年-1813年）には、長崎の奇妙な風習として「娘を遊廓に売ることがいたって日常的で、遊女になった娘の器量を褒めるのにその稼ぎを言うと親が喜ぶ」と記されている。赤瀬浩は、親が娘を遊女にすることについて困窮や口減らしの手段であることは否定しがたいが、いっぽうでは羽振りのよい異国人の馴染みになって莫大な収入を得ることを夢見るサクセスストーリーの側面もあると指摘し、遊女奉公を寄宿所付の学校に行かせるような感覚で捉えていたとしている。
前述のように丸山遊女は外出することが許されていたため、病気や妊娠などを理由に実家に戻ることも珍しくなかった。庶民にとっては娘が裕福な異国人の馴染み遊女になることが確実な実入りにつながることになり、身売りした後も実家が娘を支援をしつつその収入に依存する構造になっていた。また親との縁が切れないことは、親が悪事を持ちかけた犯罪に巻き込まれる遊女を生んだ。犯科帳に記される遊女のおよそ20%が親が絡む犯罪で捕まっている。
そのいっぽうで遊女屋内で虐待を受けたときなどは実家に逃げることが可能で、時には親族ぐるみで経営者に対応することもあった。なかには勝手に実家に帰りその間の揚代を支払わなかったり、実家に戻ることを装って馴染みの客のところに居続けしたうえで勝手に来たからと揚代の支払いを拒否したり、病気などの理由で実家から帰らなくなったりした。遊女屋にとっては、仕事をすべき時間の稼ぎを取り損ねたり、見習い期間に投資をして育てた遊女に逃げられたりするので迷惑なトラブルであったが、これらに強圧的な対応を取ることは難しかった。遊女が実家などに逃げることは「足抜け」と呼ばれ、他の遊郭では折檻されたうえで他の遊女への見せしめとして厳しい労働環境に置かれるが、こうした対応が取れない丸山では窮した遊女屋が奉行所に泣きつく事例が少なくなかった。これも丸山遊女の特色である。

### 丸山遊女と犯罪
丸山遊女が異国人と直接会うことが出来るという特権をもつため、密貿易に関わる犯罪に巻き込まれることが多かった。犯科帳に記される丸山遊女の犯罪は138件で、そのほとんどが唐人・オランダ人に関連する犯罪であった。
その中でもっとも多いのが贈物の未届である。これは軽犯罪にあたり、𠮟責ならびに異国人相手の営業禁止が申し渡された。また重罪となった抜荷に関する犯罪のほとんどは丸山遊女が主犯ではなく、主犯から異国人との連絡役などを頼まれて断れなかったケースである。抜荷は重罪だが、成功すれば莫大な利益を手にすることができた。実家や地元社会との距離が近い丸山遊女は、抜荷に手を染める主犯の頼みを断りづらく、その片棒を担がされることが少なくなかった。

### 丸山遊女と文化
前述したように地域社会に受け入れられていた丸山遊女は、丸山から外出して様々な年中行事に参加していた。1月8日に行われる踏絵のほか、3月の秋葉山祭礼、6月の祇園会、8月の弁天社祭礼などに遊女が着飾って参詣する様子は「道中」と呼ばれ風物詩になっていた。古賀は、丸山遊女の寺社参詣はキリシタン対策として奨励されていたとしている。
そのなかでも丸山遊女との縁が深いのが、寛永11年（1634年）に始められた長崎くんちである。前述したように住民のほとんどがキリシタンであった長崎では神道の祭を知る者がおらず、移住者であった遊女屋が協力した。聖体行列が行われた道を神輿が渡ることはキリシタンの反発を生んだが、遊女の高尾と音羽の奉納踊りだけは好評となった。キリシタンの妨害をかいくぐって祭を成功させた功により、丸山町と寄合町は毎年露払いとして舞を奉納する特権を明治時代まで与えられた。また長崎くんちは丸山遊女にとっても特別な行事であった。奉納する舞の中心となるのは禿のなかでも特に美貌に優れた娘2人で、練習始めにあたる小屋入りに際して源氏名が与えられた。多くの禿から選ばれ諏訪例祭で遊女としてデビューすることは、丸山遊女にとってこの上ない栄誉であった。
中国の文化に触れた丸山遊女は、胡弓や月琴の演奏にも長けていた。丸山遊女の芸事は能と舞が第一とされ、次に琴・三味線・胡弓が善しとされた。特に唐人行は清楽に堪能で、丸山での流行が江戸や大坂に伝わって文化期に看々踊のブームを起こした。また、つたない異国語と日本語を混ぜ合わせて（いわゆるちゃんぽん語）コミュニケーションを取っていた丸山遊女は、長崎市中に異国由来の言葉を伝えた。2020年代現在でも長崎市中ではアチャさん（唐人の敬称）、缼銭（きゃんすい、金欠）、相思（しゃんす、愛人）、湯匙（とんすい、散蓮華）など中国由来の言葉が伝わっている。

## 唐人と丸山遊女
ケンペルが「長崎に来る唐人には、貿易目的と女遊び目的の2種がいる」と記すように、唐人が長崎にくる目的のひとつは丸山遊女との遊興であった。また日中文化交流史を研究する唐権は、ピーク時には唐人を顧客とする丸山遊女は常時1000人ほど居たとし、唐人と丸山遊女の交流こそが近世の日中文化交流そのものであったとしている。
大陸では明清交替による混乱により交易都市であった江南・浙江が荒廃し、文化的発信地でもあった妓楼が破壊されてしまった。その影響で大陸の文人は丸山を有する長崎を遊興都市とみなし、丸山遊女を快楽的に理想化するようになった。そのなかには色欲に溺れるものもいた。たとえば明朝復興の助力を求めるために1648年に長崎にきた明の使者黄孝卿は、丸山の妓楼の美しさと遊女たちの競演に魅せられ、享楽に溺れたために日本人に侮られ、目的が果たせずに大陸に戻っている。
また江戸幕府は銀や銅の国外流出を抑えるために長崎貿易を制限するいっぽうで、大陸からの薬や書籍を得るために唐船の来航を維持する必要に迫られていたが、その対策として唐人の丸山遊女との遊興を奨励した。唐人の揚代は日本人・オランダ人よりも低く抑えられ、揚代の未払いにも寛容であった。そして未払いの被害を被る遊女屋に対して長崎奉行は度々助成銀・助成米を行い唐人優遇を維持した。

### 唐人の遊興

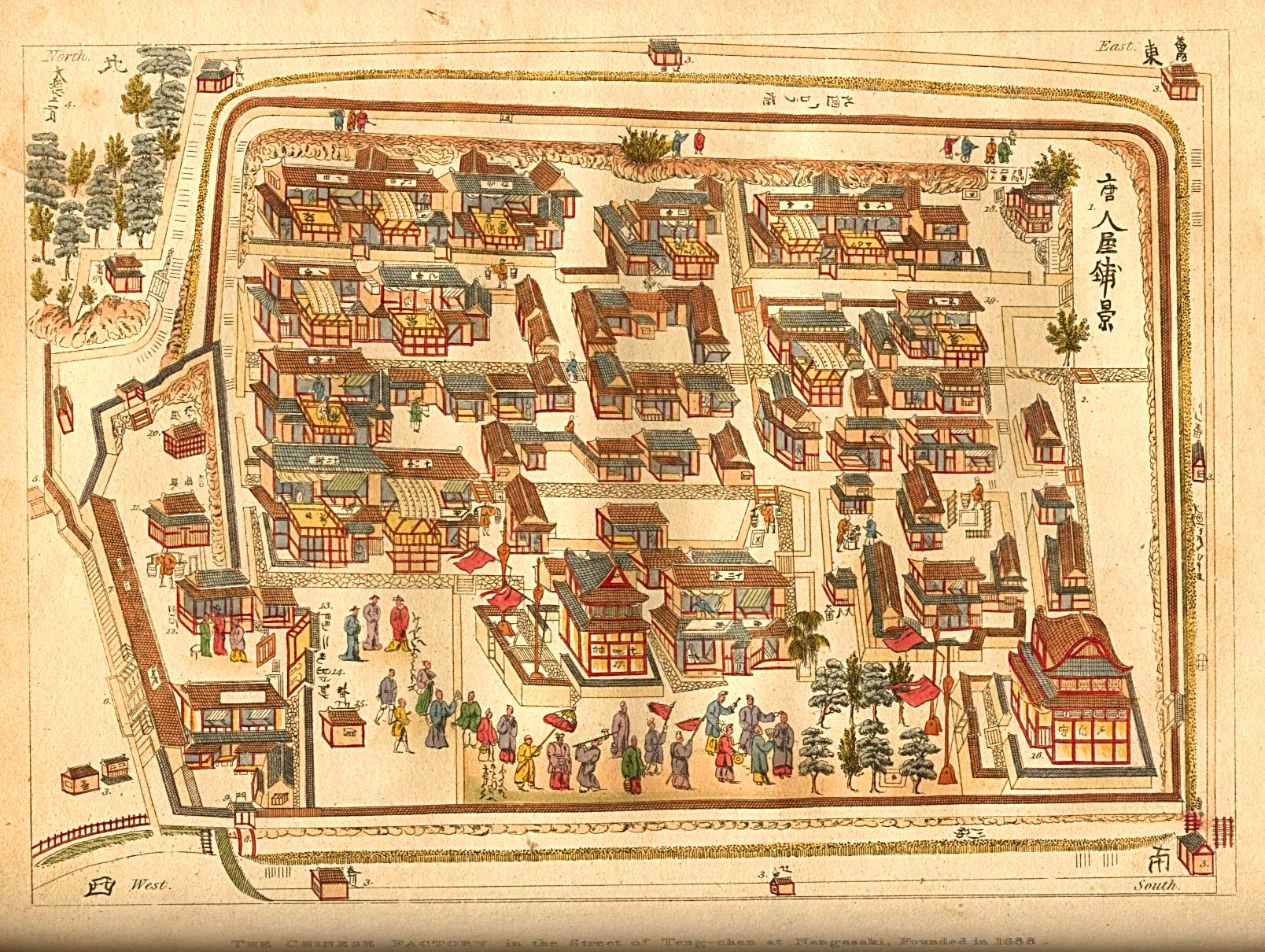
18世紀後半の唐人屋敷

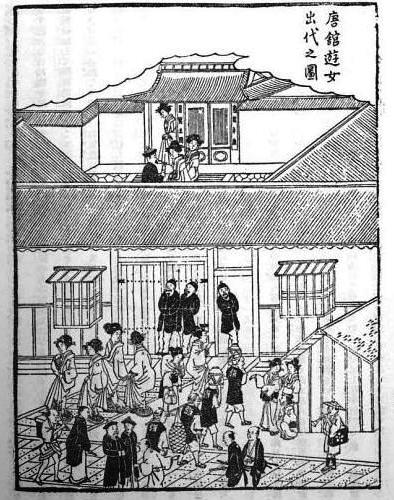
『長崎名勝図絵』の出代之図

元禄2年（1689年）に唐人屋敷に隔離される前まで、唐人は市中を自由に歩くことが出来た。17世紀初めごろには宿と仲売りを兼ねた指宿（さしやど）に泊まったが、延宝期には小宿とよばれる宿泊だけをする建物に滞在するようになった。
唐船が入港し荷揚げなどの手続きがひと段落すると、小宿の主人が舟で迎えに来て、唐人を宿に連れていく。初めて訪れる唐人は、唐通事の案内で丸山に見物に出かけた。遊女屋の遣り手の手引きで座敷に入ると、居並ぶ丸山遊女の三味線や踊りを観つつ酒肴を馳走された。馴染みの遊女になれば効率よく稼げるため、丸山遊女は新規客の獲得にしのぎを削った。
馴染みの遊女は唐人の到着を宿の主人から知らされると、商売無しの「お見舞い」に行き2日から3日を過ごした。唐人に遊女を買う意思があれば、帰りに土産などを持たせて、また5日から10日程度宿に呼び入れる。出航前には1か月以上買い切りすることもあった。
当初の唐人屋敷での営業は、入る時間は自由であったが居続けが認められず、翌朝には丸山に帰らなければならなかった。しかしこれは建前で、いったん門外に出ればすぐ引き返すことが出来た。この様子は「出代り」とよばれ、『長崎名勝図絵』にも描かれる名物であった。正徳3年（1713年）からは2夜3夜の滞在が認められるようになり、天保のころには裕福な唐人には10日までの居続けが認められるようになった。宿に居続ける馴染みの遊女は現地妻のように唐人の側に仕え、出航時には次回の約束を交わして出航を見送った。
南京など都市部出身の唐人の遊びは洗練されており、このような上級な唐人の馴染みになることが丸山遊女の成功に結び付いた。いっぽうで馴染みになった唐人が船の難破などで商売に失敗すると、遊女には試練となった。他の遊郭であれば揚代を払えない客は縁が切れるが、こうした客を見限った丸山遊女は唐人の間で悪い噂が立ち、商売に差し障りが出た。そのため丸山遊女には馴染みの唐人を金銭面で支えて、かえって借金を背負うものも居た。
また身分の低い唐人は揚代の不払い、あるいは丸山遊女・役人に対する乱暴狼藉を働くものもおり、唐人屋敷行を嫌って実家に帰る丸山遊女もいた。

## オランダ人と丸山遊女
東インド会社の規約では、出島に妻子を連れていくことを禁じる代わりに、現地妻を持つことを奨励していた。また幕府も出島で不自由な生活を強いるオランダ人の慰撫として、丸山遊女の出島での営業を公認している。

### オランダ人の遊興

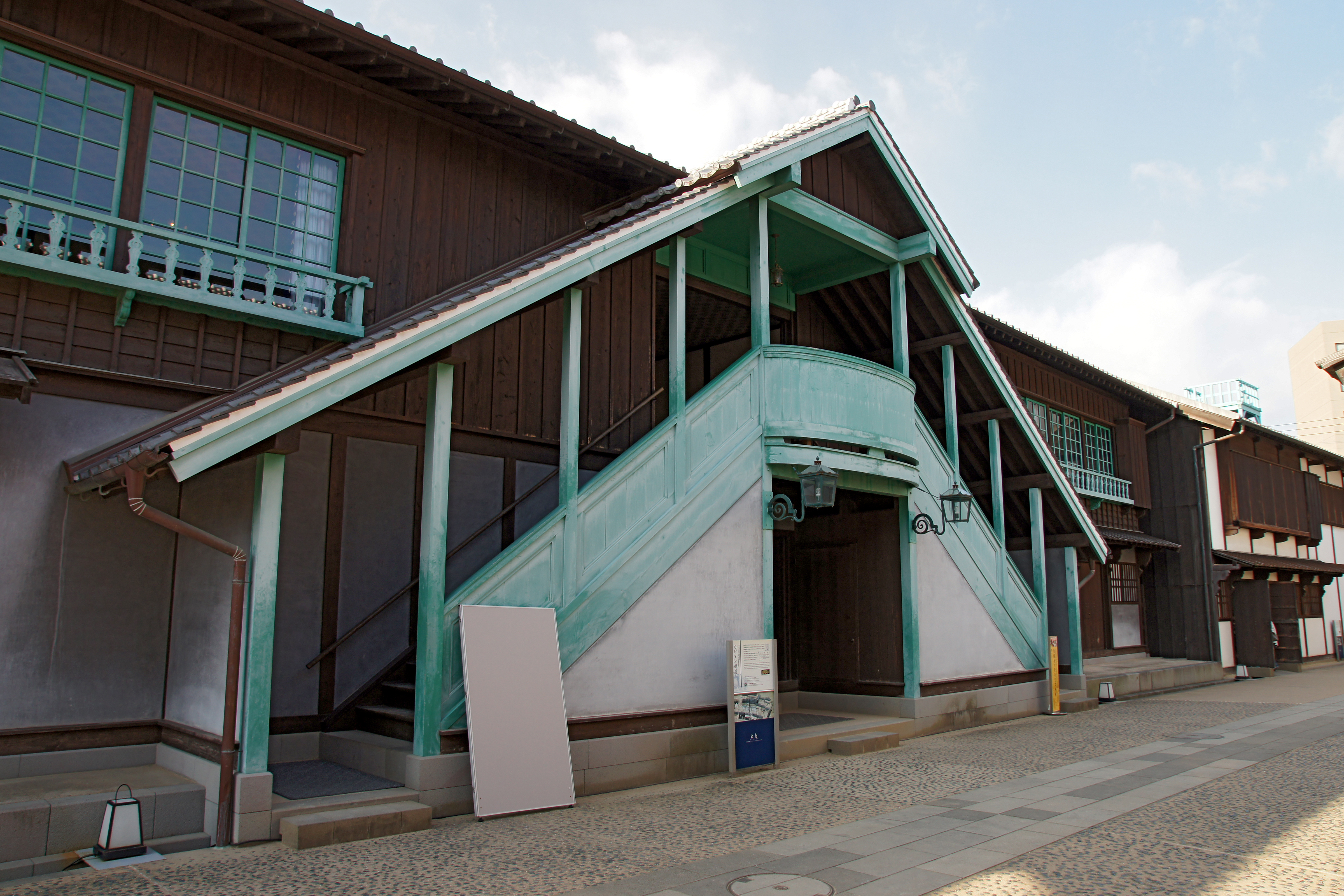
復元されたカピタン部屋

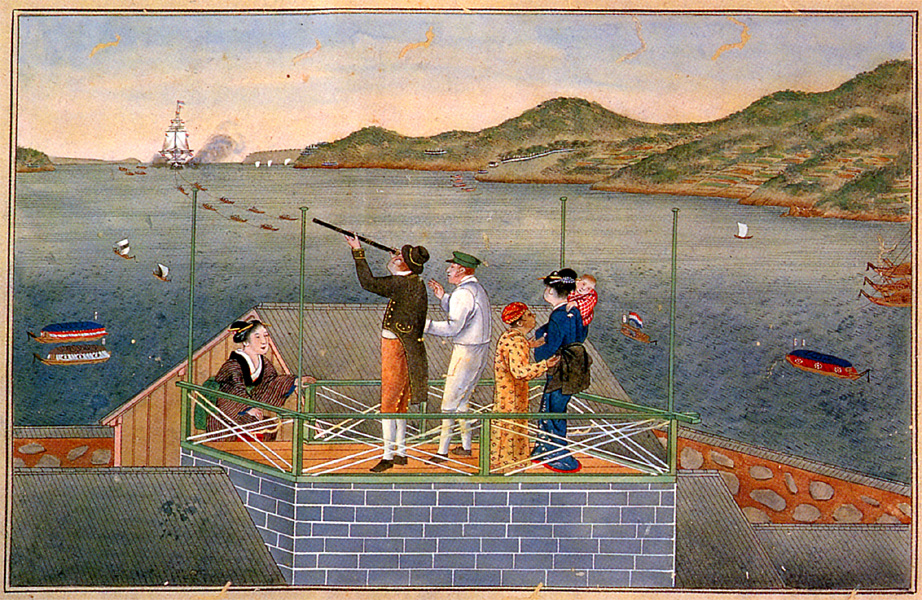
『蘭船入港図』川原慶賀

出島に常駐するオランダ駐在員は15名ほどで、彼らが夢中になったのが丸山遊女であった。当初の丸山遊女の出島への出入りは、夕方に入って翌朝に帰るのが原則であった。唐人が唐人屋敷に隔離されると遊女の入り時間が自由とされたため、オランダ人も出入りの時間制限をなくすように長崎奉行と掛け合って認められた。居続けが認められるようになるのも、唐人と同じ正徳3年である。
オランダ人が丸山遊女を呼ぶには、願書を出島の乙名部屋に出して派遣を要請し、申し出を受けた遊女小使が遊女屋に連絡した。遊女の指名が無い場合は、遊女小使が適当な遊女を選んでいたため、オランダ人は遊女小使への謝礼を惜しまなかった。
カピタンの馴染みとなって居続けする遊女は、正妻のように振る舞った。彼女らはカピタンと同じ棟に用意された遊女部屋で同行した禿と共に過ごした。遊女部屋は2階のカピタンのプライベートスペースに位置し、専用のかまどやトイレが併設されていたほか、窓はガラス戸や網戸を用いた快適な部屋であった。得られる収益は大変なもので、ヤン・コック・ブロンホフの馴染みとなった糸萩は、幕府から献上不要として返されたラクダ2頭を贈られ、これを香具師に転売した際に受け取った反物だけで現価にして1000万円を超える利益を受け取っている。また馴染みとなった遊女は、カピタンの帰国後も手厚い支援が得られることが珍しくなかった。カピタンが交替する際に新任者は前任者の馴染みの遊女の処遇について申し送りを受けることが、重要な引継ぎ事項であった。
莫大な利益を得られるカピタンやヘトルの馴染みになるため、丸山遊女は営業活動を欠かさなかった。その最大の営業ツールが手紙である。オランダ語が分からない遊女は、自筆の手紙をオランダ通詞にオランダ語訳を加筆してもらって届けていた。実際に会ってからは、故郷から遠く離れた地で人寂しさを紛らわすため性的なサービスだけでなく人間が求めるあらゆる欲求を満たすため、誠実かつ高いコミュニケーション能力が求められた。口語でのコミュニケーションは日本語・オランダ語・マレー語を混ぜ合わせていた。また馴染みになった遊女もカピタンを独占するのではなく、他の遊女と交流できるよう配慮することもあった。